# Las mañanas de Tele 5
Las mañanas de Tele 5 fue un programa de televisión emitido por la cadena española Telecinco en 1993 en horario matinal de lunes a viernes.

## Formato
El programa respondía al formato conocido como magazín televisivo y a lo largo de sus 2 horas de duración, se incluían entrevistas, concursos, debates, humor, información de actualidad y actuaciones musicales.

## Presentación
La presentación del programa corrió a cargo de dos veteranos de la pequeña pantalla en España, José María Íñigo, que regresaba al medio en el ámbito nacional tras ocho años, y Laura Valenzuela.
Además, contaba con la colaboración del periodista Jimmy Giménez-Arnau y del experto en salud Ramón Sánchez-Ocaña.